# Thơ Triều Tiên
Thơ Triều Tiên chỉ những thi phẩm được sáng tác hoặc trình bày bằng tiếng Triều Tiên hoặc người Triều Tiên (hiện nay bao gồm CHDCND Triều Tiên và Đại Hàn Dân Quốc). Tới thế kỷ 20, đa số thơ Triều Tiên được viết bằng Hanja và sau đó là Hangul.